# USB flash drive
Pen Drive ou Memória USB Flash Drive é um dispositivo de armazenamento removível de dados usado no computador(ou dispositivo portátil de entrada e saída de dados, ou sistema de transferência de dados entre computadores) que utiliza memória flash (EEPROM) e possui uma interface de comunicação integrada USB-A ou USB-C permitindo uma conexão a uma porta USB de um computador, telemóvel ou outro equipamento com uma entrada USB (como rádio ou televisão). 
As capacidades atuais de armazenamento são variadas, existindo flash drives com capacidade de até 2 TB (Terabyte). A velocidade de transferência de dados pode variar dependendo do tipo de entrada, sendo mais comum a USB 2.0, cuja velocidade é de 30 MB/s para leitura e para gravação, podendo variar em função de marca ou modelo. Atualmente já existe no mercado drives dispositivos com entrada do tipo USB 3.0. O flash drive foi desenvolvido no ano de 2000, com o objetivo de substituir o disquete e o CD e tem as mais diversas aplicações, dentre as quais, podemos destacar a cópia de segurança de dados, instalação e execução de sistemas operacionais e transferência de arquivos entre computadores de maneira prática.
Eles oferecem vantagens potenciais com relação a outros dispositivos de armazenamento portáteis, como particularmente disquetes, dispositivos praticamente extintos pelo desuso após a popularização dos flash drives. São mais compactos, rápidos, têm maior capacidade de armazenamento, são mais resistentes devido à ausência de peças móveis. Adicionalmente, tornaram-se comuns computadores sem drives de disquete, portas USB por outro lado, estão disponíveis em praticamente todos os computadores e notebooks. Os flash drives utilizam o padrão USB mass storage,("armazenamento de massa USB" em português), nativamente compatível com os principais sistemas operacionais, como o Windows, o Mac OS X, o Linux, entre outros. Em condições ideais, as memórias flash podem armazenar informação durante dez anos.

## História
O USB Flash Drive foi introduzido em 1998. A memória NAND de interface USB foi inventada pelo cientista israelense Dov Moran. Ele trabalhou para a M-Systems, onde o primeiro Flash Drive foi fabricado. Esta pequena interface MultiPurpose conveniente regravável e permitindo a expansão e especificação, a USB 1.0 foi introduzida em 1994.
A USB foi criada pelo núcleo de empresas que consistiam em Intel, Compaq, Microsoft, Digital, IBM e Northern Telecom. A Intel produziu o controlador de host UHCI e pilha de software livre, a Microsoft produziu uma pilha de software USB para Windows e co-autor do anfitrião especificação controlador OHCI com a National Semicondutor e Compaq; Philips produzido no início USB Audio; e TI produzidos os chips cubo mais utilizados. USB foi concebido para substituir o grande número de conectores na parte de trás de PCs, bem como para simplificar a configuração de dispositivos de comunicação de software. A especificação USB 2.0 foi lançado em abril de 2000 e foi padronizado pelo USB-IF, no final de 2001. Hewlett -Packard, Intel, Lucent (agora LSI Corporation desde sua fusão com a Lucent spinoff Agere Systems), Microsoft, NEC e Philips liderado conjuntamente a iniciativa de desenvolver uma velocidade de transferência de dados mais alta, 480 Mbit/s, que a especificação de 12 Mbit 1.0/s. A especificação USB 3.0 foi lançado em 17 de novembro de 2008 por o 3.0 Promoter Group USB. Ele tem uma taxa de transferência de até 10 vezes mais rápido  do que a versão USB 2.0 e tem sido apelidado de USB SuperSpeed. O primeiro produto comercial Flash drive com conector USB retrátil.
A Trek Technologies da IBM, uma empresa dos Estados Unidos, começou a vender as primeiras unidades flash USB comercialmente em 2000. Trek Technologies, uma empresa de Cingapura, vendeu um modelo apelidado o "ThumbDrive", e a IBM comercializou a primeira dessas unidades na América do Norte, com o seu produto "DiskOnKey" (que foi fabricado pela M-Systems). O USB flash drive da IBM foi disponibilizado em 15 de dezembro de 2000, e tinha uma capacidade de armazenamento de 8 MB, mais de cinco vezes a capacidade do, na época, comumente utilizado disquete.
Em 2000 foi introduzido o Lexar Compact Flash (CF), cartão com uma conexão USB, e um companheiro cartão leitura/escritor e cabo USB que eliminou a necessidade de um hub USB.
Em 2004, a Trek Technologies moveu várias ações judiciais contra outros fabricantes e distribuidores de USB flash drive, em uma tentativa de fazer valer os seus direitos de patente para a unidade flash USB. Um tribunal de Cingapura ordenou os concorrentes a parar de vender produtos similares que poderiam ser abrangidos pela patente da Trek, mas um tribunal do Reino Unido revogou uma das patentes da Trek naquele país.
Em 2009, a Kingston lançou um flash drive com capacidade de 256 GB, o Kingston 300, o maior até aquele ano com as seguintes dimensões: 70,68 mm x 22,37 mm x 16,45 mm, leitura a 20 MBps e gravação a 10 MBps.

## Tecnologia

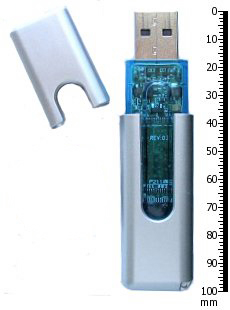
Imagem mostrando o tamanho de uma memória USB.

Memória flash combina uma série de tecnologias mais antigas, com menor custo, menor consumo de energia e tamanho pequeno possível graças aos avanços na tecnologia de microprocessador. O armazenamento de memória foi baseado em tecnologias EPROM e EEPROM anteriores. Estas tinham capacidade limitada, eram lentas tanto para leitura quanto para escrita, requeriam circuitos de alta tensão complexos, e só poderiam ser reescrita depois de apagar todo o conteúdo do chip.
Projetistas de hardware desenvolveram mais tarde EEPROM com a região a ser apagada dividida em "campos" menores que poderiam ser apagados individualmente sem afetar os outros. Alterar o conteúdo de um determinado local de memória envolvia copiar o campo inteiro em um buffer de memória off-chip, apagar o campo, modificar os dados no buffer, e reescrevê-lo no mesmo campo. Isso exige considerável suporte computacional, e sistemas de memória flash EEPROM muitas vezes incluem o seu próprio sistema de microprocessador dedicado. Flash drives são mais ou menos uma versão miniaturizada disso.

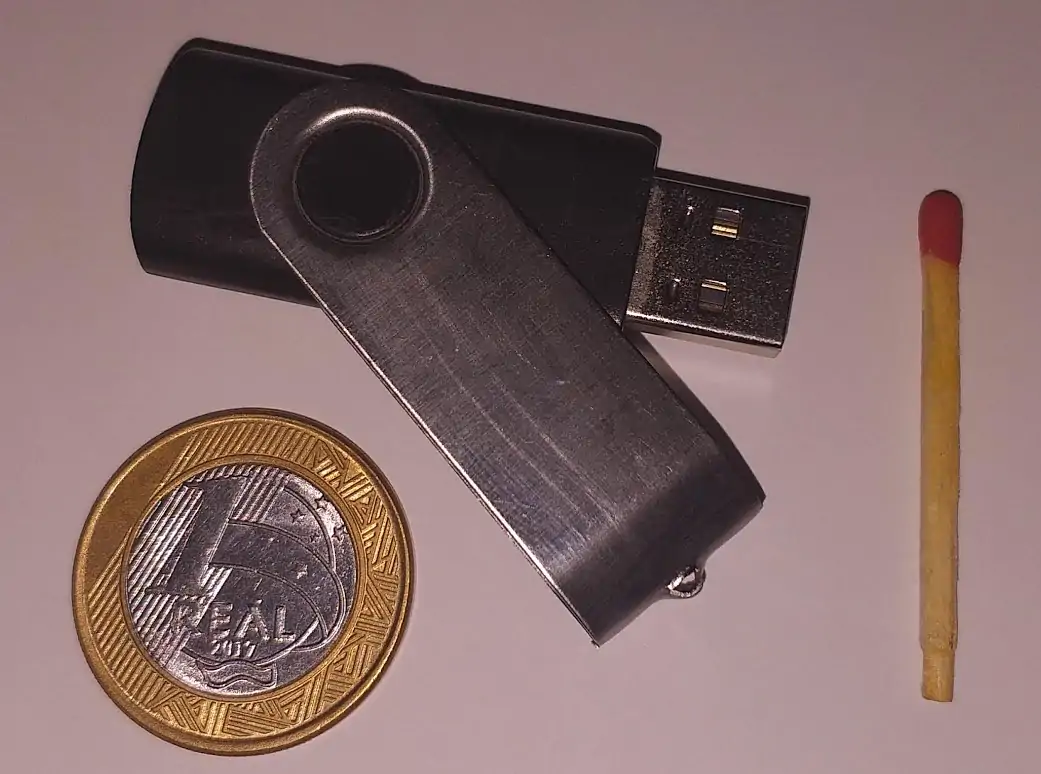
Uma comparação de tamanho entre uma memória USB, um palito de fósforo e uma moeda de um Real

O desenvolvimento de interfaces de dados seriais de alta velocidade, tais como USB, tornou viáveis sistemas de memória de semicondutores com armazenamento em serialmente acessível, e o desenvolvimento simultâneo de sistemas de microprocessadores pequenos, de alta velocidade e baixo consumo permitiu a incorporação destes interfaces em sistemas extremamente compactos. Acesso serial requer muito menos conexões elétricas para os chips de memória do que o acesso paralelo, o que simplificou a fabricação de discos multi-gigabyte.
Computadores modernos acessam sistemas de memória flash de forma muito semelhante como acessam unidades de disco rígido, onde o sistema controlador tem total controle sobre onde a informação é realmente armazenada. Os processos de escrita e apagamento são, no entanto, ainda muito semelhantes aos sistemas descritos acima.
Muitos MP3 players de baixo custo simplesmente adicionam um software extra e uma bateria a um microprocessador de controle de memória flash padrão para que possam servir também como um reprodutor de música. A maioria destes players também pode ser usado como um flash drive convencional, para o armazenamento de arquivos de qualquer tipo.

## Diferenciação
Apesar do formato padrão de um flash drive ser o retângulo, comprido e fino, hoje em dia muitos já se destacam por seus formatos diferenciados, como caveira, dedo, ursinho de pelúcia, carro. E sua utilidade não é apenas de armazenamento, servindo também como decoração, chaveiro e colar, e também há flash drives menores que uma moeda.

## Utilização
Para ter acesso aos dados armazenados no drive flash, este deve estar conectado ao computador, tanto diretamente quanto através de um hub USB. O drive fica ativo apenas quando ligado à porta USB e obtém toda a energia necessária através da corrente elétrica fornecida pela conexão. Alguns drives, no entanto, especialmente os modelos de velocidade mais alta, podem necessitar de mais energia que a fornecida pelo hub USB, como os disponíveis em teclados e monitores (ecrãs, em Portugal).
Em computadores com sistema operacional Windows 10, Windows 8, Windows 7, Windows Vista, Windows XP, ou com as versões recentes do Linux ou do Mac OS X, os flash drives são reconhecidos automaticamente como dispositivos de armazenamento removível. Em sistemas operacionais mais antigos (como o Microsoft Windows 98), é necessário instalar um pacote de software denominado "driver", específico para o dispositivo utilizado, que permite seu reconhecimento pelo sistema operacional. Há alguns "drivers" anunciados como genéricos ou universais para Windows 98, mas nem sempre funcionam perfeitamente com qualquer dispositivo.
Alguns modelos podem reproduzir música MP3 e sintonizar rádio FM. Em contrapartida, são um pouco mais caros, volumosos e pesados, por utilizar uma pilha (geralmente no tamanho AAA), ou bateria interna. Vale salientar que esses modelos já podem ser "classificados" como MP3 Player ou S1 MP3 Player.

## Componentes
Um flash drive consiste de uma pequena placa de circuito impresso protegido tipicamente por um invólucro de plástico ou metal. O que o torna resistente o bastante para ser carregado em um bolso. Apenas o conector USB fica exposto - muitas vezes protegido por um tipo de capa - ou então é retrátil, sendo recolhido para dentro do corpo do drive. A maioria dos dispositivos usa o conector padrão USB tipo-A permitindo que sejam conectados diretamente à porta de um computador pessoal.

### Componentes essenciais
Existem normalmente quatro partes de um drive flash:
- Conector USB macho do tipo A ou tipo C– Interface com o computador.
- Controlador USB Mass Storage – Implementa o controlador USB e disponibiliza uma interface linear e padronizada (pelo próprio padrão USB). O controlador contém um microprocessador RISC e uma quantidade (em geral reduzida) de memória ROM e RAM embutida.
- NAND flash – Armazena a informação, o mesmo tipo de memória é usado em câmeras digitais
- Oscilador de cristal – Produz um sinal de relógio com 12 MHz, que é usado para ler ou enviar dados a cada pulso.

### Componentes opcionais
Alguns drives podem também incluir:

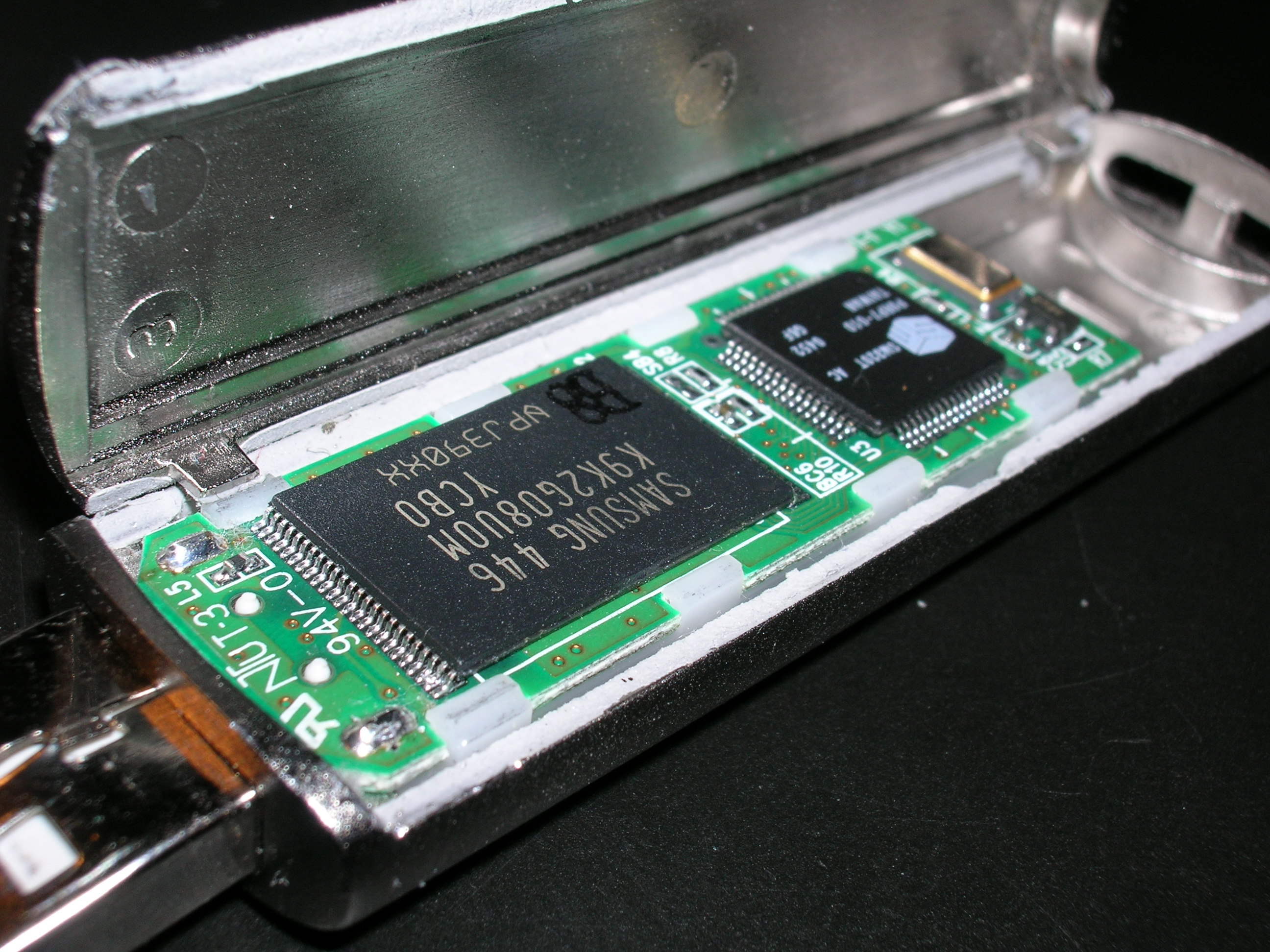
Aparência interna do USB Flash Drive

- Jumpers e pinos de teste – Para testes durante a sua produção.
- LEDs – Que indicam quando se está a ler ou a escrever no drive.
- Interruptor de modo de escrita – Para que não se possa apagar ou gravar algo no dispositivo.
- Reconhecedor de impressão digital - Para que nenhuma pessoa não autorizada utilize o dispositivo.
- Capa de proteção dos conectores - Evitam que os contatos do dispositivo se sujem ou oxidem.